# Grèves des travailleurs étrangers en situation irrégulière en France en 2008
Le 15 avril 2008, la Confédération générale du travail et l'association Droits devant ! organisent et soutiennent conjointement des grèves de travailleurs étrangers en situation irrégulière dans une vingtaine d'entreprises franciliennes. Le 20 mai, une « deuxième vague » de grèves avec piquet est lancée, portant le nombre d'entreprises affectées à cinquante-huit.
En parallèle, de nombreux mouvements autonomes ou soutenus par des associations, des collectifs ou des syndicats (Solidaires, CNT) se mettent en place. À Paris, trois collectifs de « sans-papiers » parisiens se rassemblent au sein de la Coordination sans-papiers 75 et occupent le 2 mai l'annexe de la Bourse du travail afin de faire pression sur la CGT qu'ils accusent de « prendre en otage » le mouvement.

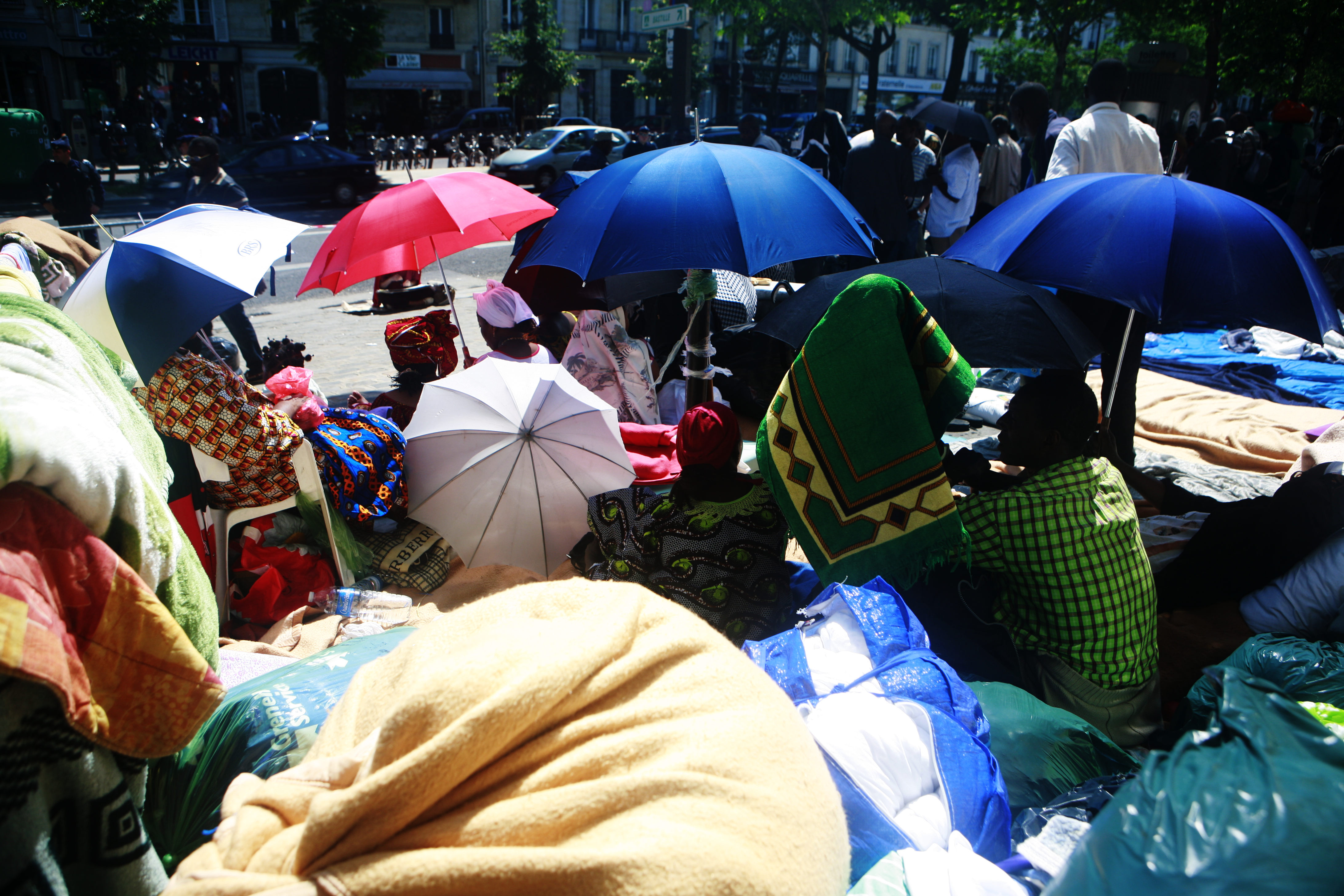
Immigrants illégaux devant la Bourse du Travail de Paris

Ces grèves font suite à la mise en place de la politique d'« immigration choisie » du gouvernement qui se traduit par une augmentation du nombre de contrôles d'identité, d'arrestations et d'expulsions. En juillet 2007, un décret interdisant l'emploi de travailleurs étrangers en situation irrégulière (déjà interdite depuis longtemps :  la loi Pasqua de 1993 avait institué une double peine à cet égard) semble avoir été la cause de nombreux licenciements. 
Une réunion de travail de la CGT fait mention du refus de lancer une « troisième vague » de grèves dans l'immédiat, bien que nombreux collectifs et délégués de travailleurs étrangers en situation irrégulière le réclament. 
Ces grèves s'insèrent dans un contexte de protestation houleux à la suite de l'incendie du centre de rétention administrative de Vincennes dont la responsabilité partielle a été imputée au Réseau éducation sans frontières par le porte-parole de l'UMP, Frédéric Lefebvre. Le 3 août, des tentatives d'incendie ont lieu au centre de rétention du Mesnil-Amelot. Des communiqués de presse des ministères de l'Immigration et de la Justice accusent des associations d'en être responsables. Une plainte est déposée quelques jours plus tard contre l'association SOS Soutien aux sans-papiers.

## Chronologie
- 15 avril 2008 : Quelque trois cents travailleurs étrangers en situation irrégulière occupent une vingtaine d'entreprises d'Île-de-France[1]

- 2 mai 2008 : La Coordination sans-papiers 75 (CSP75), qui regroupe des collectifs des 11e, 18e et 19e arrondissements de Paris, débute l'occupation de l'annexe de la Bourse du travail rue Charlot. Près de deux cents étrangers en situation irrégulière sont présents ; ils seront rejoints jusqu'à atteindre entre 600 et 1000 personnes vivant dans les lieux. Ils accusent la CGT de ne pas vouloir soutenir les travailleurs isolés dans l'incapacité de tenir des piquets de grève sur leur lieu de travail[4]

- 20 mai 2008 : La CGT et Droits devant ! lancent la « deuxième vague » de grèves.

- 23 mai 2008 : Des travailleuses étrangères en situation irrégulière de l'entreprise de nettoyage MA NET se mettent en grève. Isolées, des militants et membres d'associations forcent la CGT à les soutenir. Cette grève autonome de travailleuses étrangères en situation irrégulière est une première en France.

- 28 mai 2008 : Une réunion de l'intersyndicale réunissant la CGT, Solidaires et plusieurs associations permet la mise en place d'un accord et d'un soutien avec la Coordination sans-papiers 75.

- 2 juillet 2008 : Alors que la « troisième vague » promise ne semble pas avoir lieu, cent-vingt étrangers en situation irrégulière d'une des plus grosses agences d'intérim spécialisée dans le BTP, MAN BTP, à Paris, se mettent en grève.

- 23 juillet 2008 : La Coordination sans-papiers 75 dépose 53 dossiers de travailleurs supplémentaires, ce qui porte le total à 597 dossiers[5], ce qui est supérieur au nombre de dossiers déposés à Paris par la CGT et Droits devant ! dans le cadre de leur accord avec le ministère.

- 1er août 2008 : Une partie des responsables du Collectif des sans-papiers des Hauts-de-Seine (CSP92) décide de se retirer de l'occupation d'une église à Nanterre qui avait débuté le 28 avril. D'après les contestataires, seules soixante convocations à la Préfecture ont été distribuées, uniquement à certains responsables ainsi qu'à des personnes n'ayant jamais participé à l'occupation, alors que quatre cent cinquante noms avaient été donnés. La scission a donné naissance à un nouveau collectif, « les oubliés de Saint-Paul », et occupe toujours les locaux paroissiaux sur invitation du curé.

- 9 août 2008 : Une réunion des collectifs d'étrangers en situation irrégulière appelle à une grande manifestation unitaire le 23 août, pour célébrer les 12 ans de la fin de l'occupation de l'église Saint-Bernard. Treize collectifs d'étrangers en situation irrégulière, ainsi que plusieurs délégués d'entreprises grévistes appellent à rejoindre le cortège.

- 23 août 2008 : La manifestation anniversaire de l'occupation de l'église Saint-Bernard réunit 3000 personnes, selon le Quotidien des sans-papiers, près de 2000 selon Libération. L'Union départementale CGT de Paris appelle à la grève générale de tous les travailleurs étrangers en situation irrégulière au niveau national.

- 17 septembre 2008 : Des travailleurs étrangers en situation irrégulière du restaurant la Tour d'argent (Paris) se mettent en grève.

- 18 septembre 2008 : La Coordination 75 des sans-papiers accuse, dans un communiqué, une partie de la direction de la CGT de collusions avec la Préfecture de Paris afin de bloquer les régularisations des occupants de la Bourse du travail.